# Cinclidotus
Cinclidotus, auch Gitterzahnmoose benannt, sind eine Laubmoos-Gattung der Familie Pottiaceae. Es sind in und an Bächen und Flüssen lebende Wassermoose mit Verbreitung in der Holarktis – hier besonders in Europa und dem Mittelmeerraum – und im südlichen Südamerika.

## Beschreibung
Die kräftigen Pflanzen dieser Gattung sind dunkelgrün bis schwärzlich und haben lanzettliche bis zungenförmige Blätter mit mehrschichtigem Rand und kräftiger, bis in die Blattspitze reichender Blattrippe. Die Laminazellen sind im unteren Blattteil rechteckig, im oberen rundlich-sechseckig und glatt oder papillös.
Die Arten sind diözisch. Die Sporophyten sind seiten- oder endständig, die Sporenkapseln in die Blätter eingesenkt oder auf kurzer Seta emporgehoben. Sie haben 16 oder 32 fadenförmige, glatte oder papillöse, gerade oder verdrehte Peristomzähne, diese sind am Grund oft gitterartig verbunden (Name).

## Systematik und Arten
Die Gattung Cinclidotus war früher innerhalb der Ordnung Pottiales die einzige Gattung der Familie Cinclidotaceae, neuerdings wird die Gattung zur Familie Pottiaceae gerechnet.
Weltweit sind 12 Arten bekannt.
In Europa sind folgende Arten (Auswahl) vertreten:
- Cinclidotus aquaticus
- Cinclidotus danubicus
- Cinclidotus fontinaloides
- Cinclidotus mucronatus
- Cinclidotus riparius